# Russy (Calvados)
Russy – miejscowość i dawna gmina we Francji, w regionie Normandia, w departamencie Calvados. W 2013 roku liczba ludności wynosiła 193 mieszkańców. 
W dniu 1 stycznia 2017 roku z połączenia dwóch ówczesnych gmin – Russy oraz Sainte-Honorine-des-Pertes – utworzono nową gminę Aure-sur-Mer. Siedzibą gminy została miejscowość Sainte-Honorine-des-Pertes. 